# 尧山城址
尧山城址，位于中国河北省邢台市尧城镇，为邢台市隆尧县的一个省级文物保护单位，类型为古遗址，公布时间为1993年7月15日。
尧山城址的历史年代为唐—清。